# Nõmjala
Nõmjala is een plaats in de Estlandse gemeente Saaremaa, provincie Saaremaa. De plaats heeft de status van dorp (Estisch: küla) en telt 22 inwoners (2021).
Tot in oktober 2017 lag Nõmjala in de gemeente Laimjala en heette het Nõmme. In die maand werd Laimjala bij de fusiegemeente Saaremaa gevoegd. In drie gemeenten die opgingen in de fusiegemeente lag een dorp Nõmme: in Laimjala, Lääne-Saare en Leisi. Nõmme in de gemeente Laimjala werd omgedoopt in Nõmjala, Nõmme in de gemeente Lääne-Saare werd Liivanõmme en Nõmme in de gemeente Leisi bleef Nõmme heten.

## Geschiedenis
Nõmme ontstond in 1922 op het voormalige landgoed van Laimjala. Tussen 1977 en 1997 was Nõmme ook een deel van Laimjala. In 1997 werd het weer een afzonderlijk dorp.